# Dusona rufoapicalis
Dusona rufoapicalis är en stekelart som beskrevs av Horstmann 2004. Dusona rufoapicalis ingår i släktet Dusona och familjen brokparasitsteklar. Inga underarter finns listade i Catalogue of Life.